# René de Lacharrière
Pour les autres membres de la famille, voir Famille Ladreit de Lacharrière.
René Ladreit de Lacharrière, né le 28 janvier 1915 à Coux et mort le 16 juillet 1992 à Paris, est un juriste français.

## Biographie
Conseiller du haut-commissaire de France en Indochine, il est commissaire fédéral à la Justice et aux questions juridiques en Indochine de 1945 à 1948.
Il devient conseiller juridique de la présidence de la République et de la présidence de l'Union française en 1951. Il est également membre des délégations françaises aux Nations unies.
Proche de Pierre Mendès France, il est conseiller technique à son cabinet de 1954 à 1955 lorsque celui-ci est ministre des Affaires étrangères, puis son directeur-adjoint de cabinet lorsqu'il est ministre d'État en 1956. Il rejoint ensuite l'équipe de Jacques Chirac. 
Il dirige la Revue juridique et politique d'outremer de 1958 à 1969.
Il est directeur de l'Institut d'études générales de l'automobile au Mans.
Professeur agrégé de sciences économiques et de droit constitutionnel, il devient professeur émérite à la Faculté de droit de l'Université Paris-Descartes en 1992.
En 1992, il prend part à la rédaction d'un ouvrage collectif rassemblant des opposants au traité de Maastricht  à la demande de Philippe Séguin.

## Publications
- Cormenin, politique, pamphlétaire et fondateur du droit administratif (préface de Roger Bonnard, 1941)
- La république (1945)
- Le Problème de l'organisation gouvernementale en vue de l'union française (1950)
- Universalisme et régionalisme européen du droit international (1953)
- Spinoza et la théorie démocratique (1959)
- L'Évolution de la Communauté franco-africaine (1960)
- Jean-Jacques Rousseau : interprétation et permanence (1961)
- Études sur la théorie démocratique : Spinoza-Rousseau-Hegel-Marx (1963)
- Droit constitutionnel I, Principes généraux (1970-1971)
- Droit constitutionnel II, Les Institutions de la cinquième république (1970-1971)
- Droit constitutionnel III, Les Institutions de la cinquième république. Notions sur les régimes politiques étrangers (1970-1971)
- Histoire constitutionnelle de la France (1971)
- La divagation de la pensée politique (1972)
- Opinion dissidente. Pouvoirs (Le Conseil constitutionnel), n. 13, 1980,  p.141-159.
- La Ve, quelle République ? (1983)
- Notes sur les orientations de la doctrine In Le droit des peuples à disposer d'eux-mêmes. Méthodes d'analyse du droit international. Mélanges offerts à Charles Chaumont, 1984 - p. 363-381